# 妮基·赫德森
妮基·赫德森（英語：Nikki Hudson，1976年7月6日—），澳大利亚女子曲棍球运动员。她曾代表澳大利亚参加2000年、2004年和2008年夏季奥林匹克运动会曲棍球比赛，其中2000年奥运会获得一枚金牌。